# The Meteors (Nederlandse band)
The Meteors was een Nederlandse rockband die in hoofdzaak actief was van 1977 tot 1982.
De groep werd in het najaar van 1977 opgericht door Ferdinand Bakker (gitaar), Job Tarenskeen (drums), die beiden in Alquin hadden gespeeld, en zanger en songwriter Hugo Sinzheimer (pseudoniem van Hugo Postma; hij gebruikte de naam van zijn moeder als artiestennaam). De eerste line up van de band bestond verder uit de Zweed Åke Danielson (keyboards), John Vee (pseudoniem van Jan Voster, basgitaar) en Erik de Zwaan (gitaar). Tarenskeen, Vee en De Zwaan verlieten in 1979 de groep. De Engelsman Kim Haworth (drums) en Gerrit Veen (bas) namen hun plaats in. Veen werd later vervangen door Freddie Cavalli (pseudoniem van Fred van Kampen) en weer later door Dick Schulte Nordholt.
The Meteors bracht drie langspeelplaten uit. Teenage Heart (Bovema-Negram 1979) werd opgedragen aan Sylvia Kristel. Hierna volgden Hunger (Harvest 1980), en Stormy Seas (CNR 1982). In 2004 werd Teenage Heart Xtra uitgebracht, een heruitgave van het eerste album uit 1979 aangevuld met live-opnamen. In 2005 volgde een heruitgave van Hunger, eveneens aangevuld met live-opnamen. Behalve in Nederland zijn er album releases in onder meer Duitsland, Frankrijk, Japan, Groot-Brittannië en de Verenigde Staten. De muziek van The Meteors is verwant aan David Bowie, Bryan Ferry en Brian Eno. Dit is mede het gevolg van de zang van Hugo Sinzheimer en de bemoeienis van de Duitste producer Conny Plank, producer van onder meer Eno, Devo, Ultravox en Eurythmics. The Meteors speelde niet alleen veel in Nederland, maar ook België, Duitsland en Engeland. Er werd in het totaal ruim 400 keer opgetreden.
The Meteors was succesvol in het Nederlandse clubcircuit en hoorde tot een generatie rockbands die niet tot de punk maar meer tot de Nederlandse versie van de new-wave kan worden gerekend. Tot deze generatie behoorden onder meer ook Herman Brood & His Wild Romance, Phoney and the Hardcore, Vitesse, White Honey, Urban Heroes, The Spiderz, The Tapes, The Nits en Gruppo Sportivo.
Tussen The Meteors en Herman Brood & The Wild Romance bestonden van oudsher nauwe contacten. Sinzheimer leverde teksten en nummers (samen met Erik Strack van Schijndel) voor de albums Street en Shpritsz. En gitarist Erik de Zwaan en basgitaristen Veen en Cavalli hadden bij Brood gespeeld voor ze naar The Meteors kwamen.
Ondanks de pakkende nummers en het succes in de zalen wist de band nooit echt door te breken. De single It’s You, Only You (1979), kreeg veel aandacht op de radio, maar haalde slechts de Tipparade. Het nummer werd in 1983 opgenomen door Lene Lovich voor haar album No man's land en werd een hit in de VS. In 2004 en 2005 kwam de band opnieuw bij elkaar ter gelegenheid van de heruitgave op cd van de twee elpees, Teenage Heart en Hunger.

## Bezetting
- Hugo Sinzheimer - zang
- Åke Danielson - keyboards, piano
- Ferdinand Bakker - gitaar, viool
- Gerrit Veen - basgitaar
- Kim Haworth - drums

## Discografie
Albums
- 1979 - Teenage Heart, lp, Bovema Negram, 5C 064-26235
- 1980 - Hunger, lp, EMI, 1A 062-26540, hitnotering 11-10-1980, Albumlijst, 5 weken, plaats 30
- 1982 - Stormy Seas, lp, CNR, 655155, hitnotering 20-03-1982
- 2004 - Teenage Heart Xtra, cd, EMI (heruitgave van Teenage Heart uit 1979 met extra tracks van niet eerder uitgebrachte live-opnamen van de nummers It's You, Only You (Mein Schmerz), Teenage Heart en Wired
- 2005 - Hunger Xtra, cd, EMI, heruitgave van Hunger uit 1980, inclusief niet eerder uitgebrachte live-opnamen, en een boekje met historische informatie en fotomateriaal

Singles
- It's You, Only You (Mein Schmerz), 7 inch, 1979, Negram, 5C 006-26213, B-kant Night Life, Hitnotering 07-07-1979, Top 40, Tip
- Candy, 7 inch, 1980, Harvest, 1A 006-26594, B-kant It Sucks, Hitnotering 17-01-1981, Top 40, Tip
- Pilot, 7 inch, 1980, Harvest, 1A 006-26447, B-kant Pilot Conversation,
- Together Too Long, 7 inch, 1980, Harvest, 1A 006-26539, B-kant Out Of The Race, Hitnotering 30-08-1980, Top 40, Tip
- No Way In, No Way Out, 7 inch, 1981, Harvest, 006-26645, Charms Or Chains
- Stormy Seas, 7 inch, 1982, CNR, 144926, B-kant Shoot Or Be Shot, Hitnotering 20-02-1982, Top 40, Tip
- Cha no yu, Maxi Disco Single, 1982, CNR, 151.084 B-kant Expedition 2 (Radio version).